# Гардарики

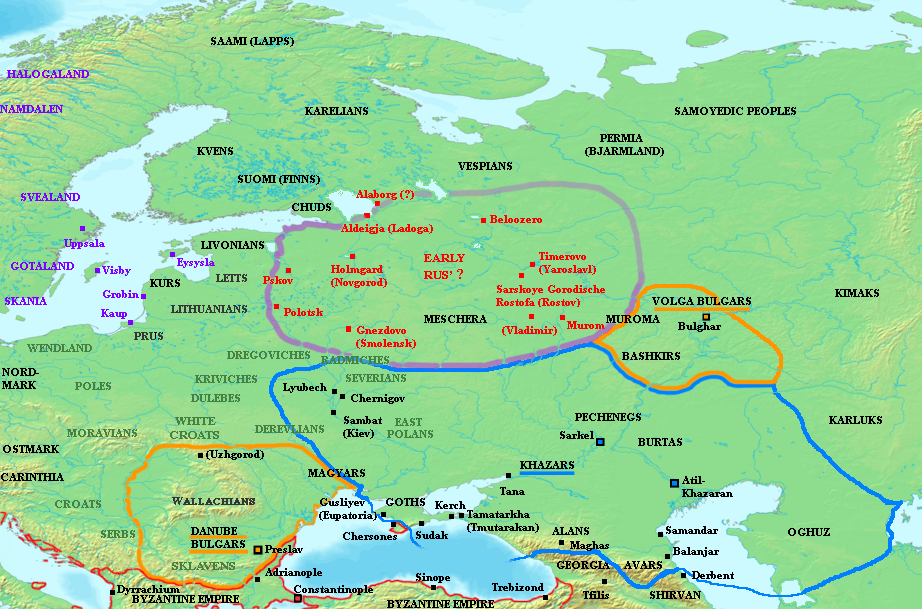
Восточная Европа в середине IX века. Варяжские поселения подписаны красным, другие скандинавские поселения фиолетовым; славянские племена — зелёным. Контурами обведены сферы влияния.

Гардари́ки (Гарда́рике, Га́рды) (др.-сканд. ᚴᛅᚱᚦᛅᚱᛁᚴᛁ, Garðaríki, норв. Gardarike, швед. Gårdarike) — с XII века скандинавское название Руси, известное в Северной Европе в Средние века, в том числе в скандинавских сагах.
Гардарики переводится как «страна городов». Скандинавы называли «Гардарики» сначала северные земли, как цепь крепостей вдоль реки Волхов, начиная с Любши и Старой Ладоги (Alðeigja), города, расположенные на Верхней Волге и другие земли. В скандинавских сагах Новгород (Holmgarðr) рассматривается в качестве возможной столицы «Гардарики». Со временем именем «Гардарики» скандинавы стали называть всю Русь.

## Этимология
Слово сформировано по модели X+ríki (государство, страна), служившей для обозначения государства. В основе топонима лежит корень garð-, родственный праславянскому *gȏrdъ и индоевропейскому *gʰórd-, имеющий значение 1) «ограда, забор, укрепление», 2) «двор, огороженное пространство», 3) «двор, владение, хутор (в Исландии), дом (в Норвегии)», 4) «город» в смысле «крепость, укрепленное поселение». Родство скандинавского «гард» и древнерусского «городъ, градъ» сыграло немаловажную роль в формировании топонима Гардарики.

## Хронология
Гардарики — более позднее в хронологическом плане название, постепенно вытеснившее в письменных источниках первоначальный топоним Garðar (не следует путать его с Garðr — сокращённой формы от обозначения Константинополя, или Miklagarðr), применявшийся с X века.
Топоним Гардарики впервые встречается в географическом сочинении последней четверти XII века. Также он нашёл отражение в сводах королевских саг, датируемых первой третью XIII века, впервые — в «Саге о Хервёр» в рассказе о легендарных датских королях VII века. По мнению Ф. А. Брауна, форма Garðaríki является творением исландцев, записывавших саги (начиная с конца XII века). Ранее этого времени (в X—XII веках) на всем Скандинавском полуострове для обозначения Руси использовалась форма Garðar. Так Русь представлена в скальдических стихах IX—XII веках, а также в рунических надписях на камнях.
В скандинавских источниках XIV века княжествами Гардарики называются Хольмгард (Holmgarðr), Кэнугард (Kœnugarðr) и Палтескья (Pallteskja), а также Альдейгьюборг (Aldeigjuborg), Смалескья (Smaleskja), Сурсдалар (Súrsdalar), Морамар (Móramar) и Радстофа (Ráðstofa).
Славянская хроника Гельмольда содержит следующее описание:

Даны называют Русь также Острогардом по той причине, что, будучи расположена на востоке, она изобилует всеми благами. Её называют также Хунигардом, потому что на этих местах сначала жили гунны <…> Главный город её Хуэ.

## Легендарные конунги Гардарики
- Конунги Гардарики